# NGC 4490
NGC 4490 (również PGC 41333 lub UGC 7651) – galaktyka spiralna z poprzeczką (SBcd), znajdująca się w gwiazdozbiorze Psów Gończych. Odkrył ją William Herschel 14 stycznia 1788 roku.

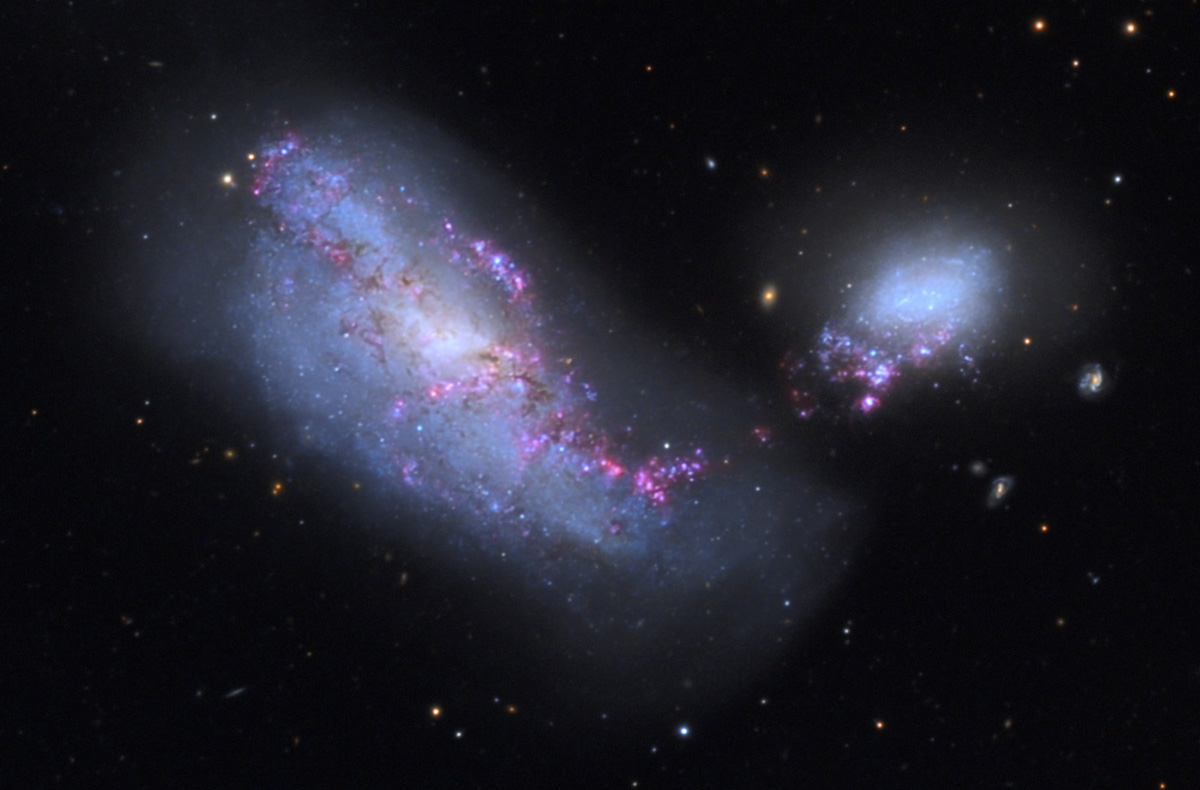
Od lewej NGC 4490 i mniejsza NGC 4485 (Mount Lemmon SkyCenter)

NGC 4490 zniekształciło bliskie spotkanie z towarzyszącą jej galaktyką NGC 4485. Ta para galaktyk nosi oznaczenie Arp 269 w Atlasie Osobliwych Galaktyk i znajduje się w odległości około 25 milionów lat świetlnych od Ziemi. Moment najbliższego zbliżenia galaktyki te mają już za sobą i obecnie oddalają się od siebie.
W galaktyce NGC 4490 zaobserwowano supernowe SN 1982F i SN 2008ax.